# Saint-Hilaire-du-Harcouët
Saint-Hilaire-du-Harcouët é uma comuna francesa na região administrativa da Normandia, no departamento Mancha. Estende-se por uma área de 10,11 km². Em 2010 a comuna tinha 6 289 habitantes (densidade: 622,1 hab./km²).